# Leptogenys honduriana
Leptogenys honduriana är en myrart som beskrevs av Mann 1922. Leptogenys honduriana ingår i släktet Leptogenys och familjen myror. Inga underarter finns listade i Catalogue of Life.